# Фрідріх Шаумбург-Ліппський
Фрідріх Георг Вільгельм Бруно Шаумбург-Ліппський (нім. Prinz Friedrich Georg Wilhelm Bruno zu Schaumburg-Lippe, 30 січня 1868 — 12 грудня 1945) — принц Шаумбург-Ліппе з дому Ліппе, голова Находської гілки дому Ліппе у 1906—1945 роках. Син принца Вільгельма Шаумбург-Ліппського та принцеси Ангальт-Дессау Батільди. Мешкав в Австро-Угорщині на території Богемії. Власник замків Наход та Ратібожице.
У 1918 році після повалення монархії та встановлення Чехословацької республіки втратив половину своїх володінь. У 1945 році був висланий з Чехословаччини до Чеського кутка в Польщі, де і помер в бідності.

## Біографія
Народився 30 січня 1868 року у замку Ратібожице в королівстві Богемія, яке було частиною Австро-Угорщини. Був третьою дитиною та другим сином в родині принца Шаумбург-Ліппе Вільгельма та його дружини Батільди Ангальт-Дессау. Мав старшу сестру Шарлотту та брата Франца Йозефа. Згодом сімейство поповнилося двома молодшими синами та трьома доньками.
Мешкали у замках Наход і Ратібожице.
Наставником молодого Фрідріха був відомий пропагандист спорту Їржі Станіслав Гут-Ярковський. Як і батько, принц обрав військову кар'єру. Навчався у Терезіанській військовій академії у Вінер-Нойштадті. У 1881 році став спадкоємцем Находських володінь, оскільки старший брат помер від сухот.
У віці 28 років одружився із 21-річною данською принцесою Луїзою, онукою правлячого короля Данії Крістіана IX. Весілля справили 5 травня 1896 у палаці Амалієнборг у Копенгагені. Оселилися молодята в замку Ратібожице, де планували жити, доки в їхнє володіння не перейде замок Наход. У них народилося троє дітей.
Шлюб вважався щасливим, втім, Луїза страждала на меланхолію та сумувала за батьківщиною. Часто вона гостювала в Данії, також Наход періодично навідував її батько. Невдовзі після того, як він став королем навесні 1906 року, Луїза пішла з життя за нез'ясованих обставин. Офіційною версією стала смерть від менінгіту. В той же день, кількома годинами раніше, пішов з життя батько самого Фрідріха. Принц переїхав до замку Наход разом із дітьми.
У віці 41 року він узяв шлюб із 24-річною ангальтською принцесою Антуанеттою. Весілля відбулося 26 травня 1909 в Дессау. У подружжя народилося двоє синів.
У 1918 році після повалення монархії та встановлення Першої чехословацької Республіки Фрідріх втратив половину своїх володінь в рамках земельної реформи. У 1922 році з Находського замку було вкрадено ювелірних коштовностей на суму 2 мільйони крон.
В часи Третього Рейху не долучався до лав НСРПН і всі заходи відвідував у старій формі генерала австро-угорських військ із нагородами часів монархії.
У 1945 році Находський замок був конфіскований. За наказом Владимира Клементіса принц із дружиною 12 травня був висланий з території Чехословаччини у Клодзько. Оселився у селищі Закже в гмині Кудова-Здруй у Чеському кутку, де мешкав в бідності. Помер там же у готелі «Vier Linden». Після угоди між польськими та чеськими властями був похований поруч із першою дружиною на цвинтарі в Наході.

## Родина
Дружина — Луїза Данська (1875–1906)
Діти:
- Марія Луїза (1897—1938) — дружина принца Фрідріха Сигізмунда Прусського, мала сина та доньку;
- Крістіан (1898—1974) — голова Находської гілки дому Шаумбург-Ліппе, був одружений із данською принцесою Феодорою, мав четверо дітей;
- Стефанія (1899—1925) — дружина принца Віктора Адольфа Бентгайм унд Штайнфурт, мала четверо дітей.

Дружина — Антуанетта Ангальтська
Діти:
- Леопольд (1910—2006) — принц Шаумбург-Ліппський, тривалий час працював на залізниці,[3] відомостей щодо дружини чи дітей немає.
- Вільгельм (1912—1938) — принц Шаумбург-Ліппський, помер у віці 25 років бездітним та неодруженим.

## Нагороди
- Орден Альберта Ведмедя, великий хрест (Ангальтське герцогство; 1884)
- Орден Червоного орла 1-го класу (Прусське королівство)

### Данія
- Орден Данеброг
  - великий хрест (26 травня 1882)
  - почесний великий хрест (6 травня 1896)
- Пам'ятна медаль Золотого весілля короля Крістіана IX і королеви Луїзи (1892)
- Орден Слона (14 вересня 1900)

### Велике герцогство Баденське
- Орден Вірності (Баден) (1909)
- Орден Бертольда I, великий хрест (1909)